# Steve (Film)
Steve ist ein Filmdrama von Tim Mielants. Es handelt sich um eine Adaption des Romans Shy von Max Porter und erzählt parallel die Geschichte eines Leiters einer Besserungsanstalt und eines gewalttätigen Jugendlichen, im Film gespielt von Cillian Murphy und Jay Lycurgo. Steve soll Anfang September 2025 beim Toronto International Film Festival seine Premiere feiern, im gleichen Monat in die US-Kinos kommen und Anfang Oktober 2025 in das Programm von Netflix aufgenommen werden.

## Handlung
Der Film spielt in den 1990er Jahren. Steve ist Leiter eines Reform College. Die Schüler, die in die Besserungsanstalt gegeben wurden, erhalten hier ihre letzte Chance auf einen Schulabschluss. Shy ist einer davon. Der junge Mann  muss versuchen, seinem Drang zur Selbstzerstörung und Gewalt überwinden.
Steve hat dabei nicht nur damit zu kämpfen, seine Schüler bei der Stange zu halten, sondern auch mit seiner eigenen angeknacksten Psyche.
Er ist in diesen Tagen unsicher, ob er seinen Job behalten wird, denn die Einrichtung soll geschlossen werden.

## Literarische Vorlage
Der Film basiert auf dem Roman Shy von Max Porter, der 2023 bei Faber and Faber veröffentlicht wurde. Die darin erzählte Geschichte spielt im Jahr 1995. Titelfigur Shy ist ein 16-jähriger Junge mit einer beeindruckenden Liste an Straftaten und wurde bereits von zwei Schulen verwiesen. Shy sehnt sich eigentlich nur nach Sex, Gras und einem eigenen Plattenspieler. Er liebt Drum and Bass und Jungle. Außerdem soll endlich das wütende Rauschen in seinem Kopf aufhören. Nun befindet er sich in der Besserungsanstalt „Last Chance“. Carlota Brandis schreibt über das Buch, Porter gelinge es auf nur 144 Seiten das komplexe Innenleben eines aufgewühlten Jungen darzustellen. So brutal Shys Handlungen seien, etwa wenn er einem anderen Jungen während einer Prügelei das Gesicht mit einer zerbrochenen Glasflasche aufschlitzt oder er seine Mutter heftig beleidigt: „Von innen, als Teil von Shys Gedankenwelt, wirkt das eher hilflos als aggressiv.“ Die langen Sätze, in knappe Absätze gepackt, vermittelten Shys Versuche, das außen Wahrgenommene mit dem Inneren in Einklang zu bringen: „Versuche, die meistens scheitern.“

## Produktion

### Regie und Drehbuch

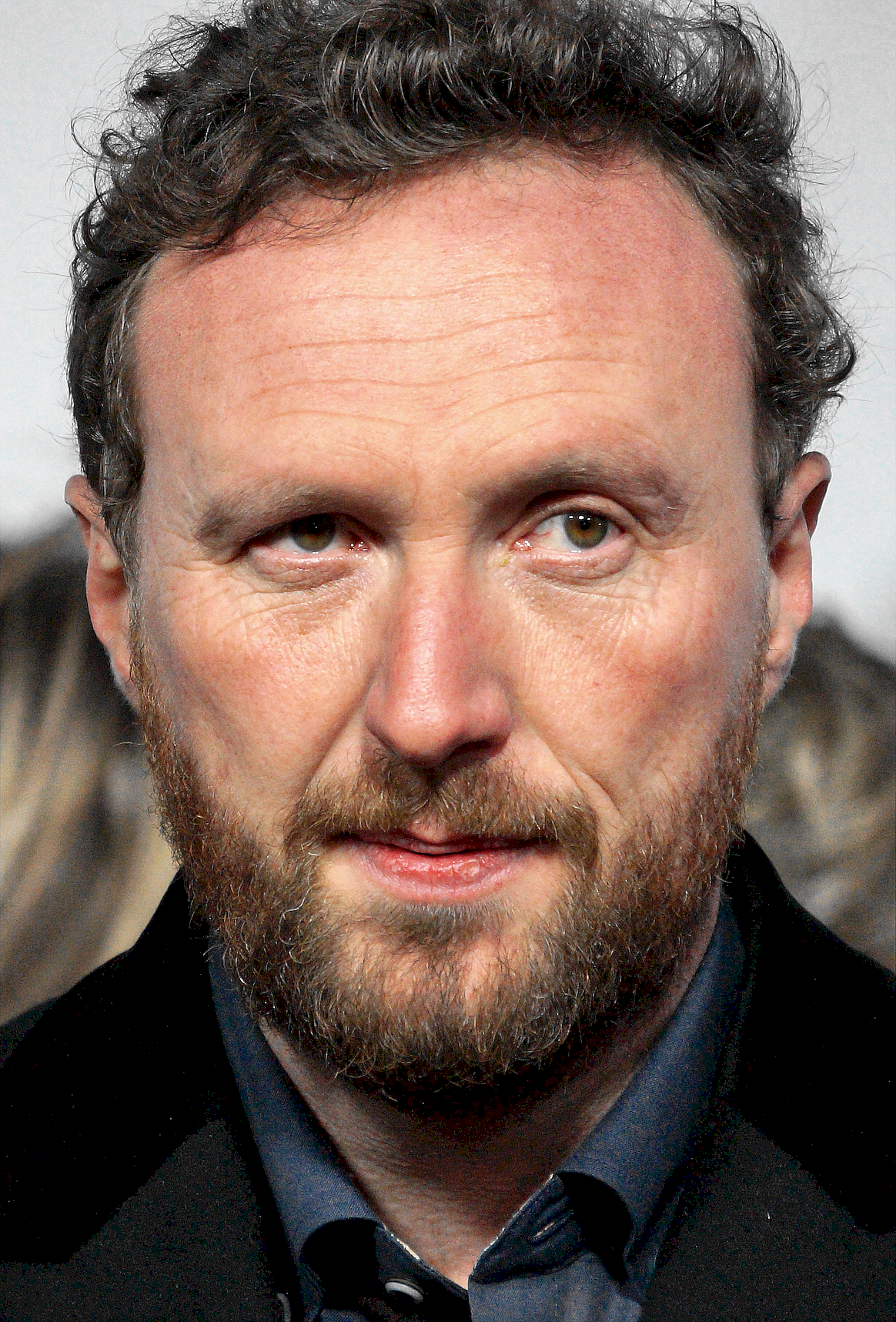
Regisseur Tim Mielants

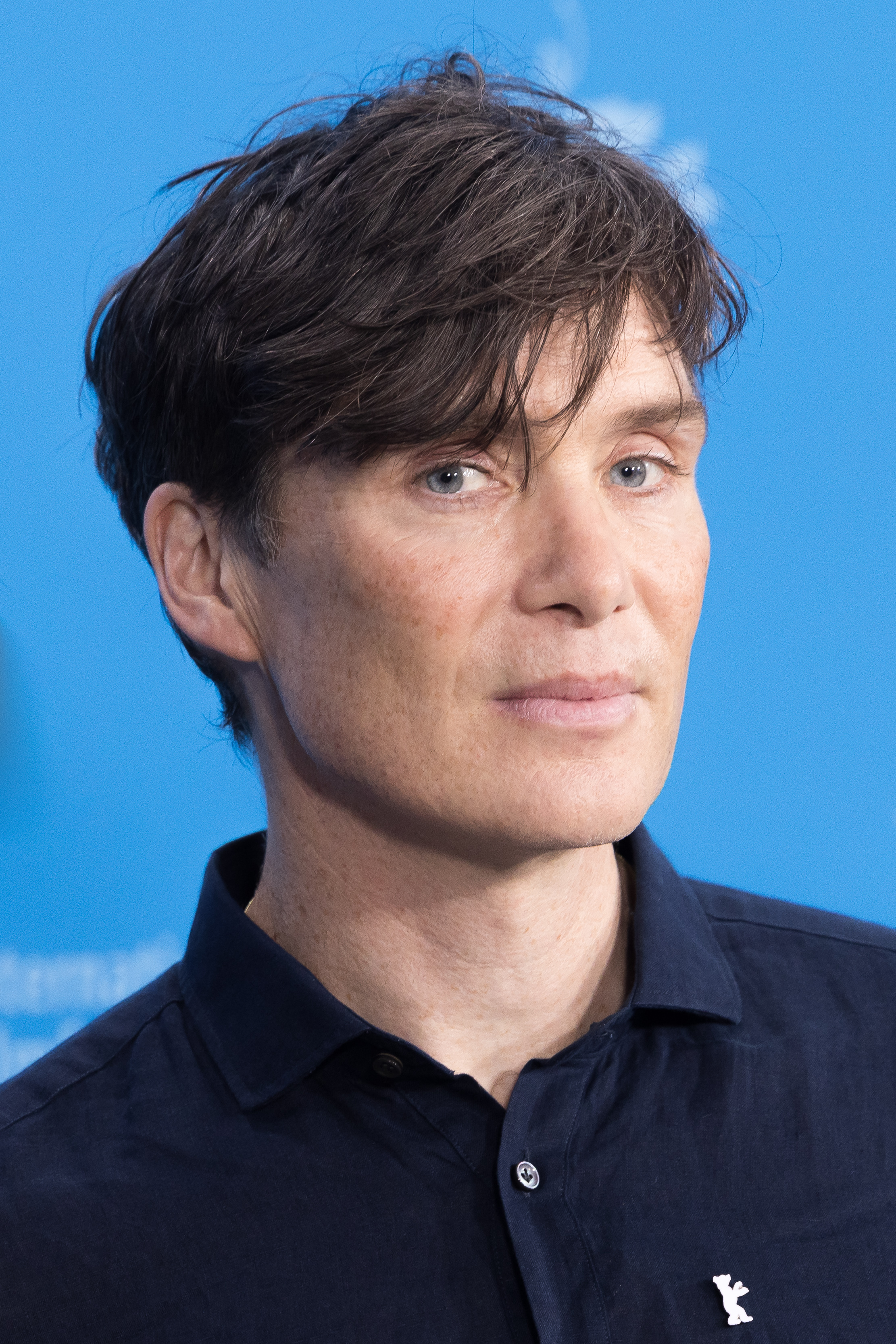
Der Ire Cillian Murphy spielt in der Titelrolle Steve

Regie führte der Belgier Tim Mielants. Es handelt sich bei Steve nach der Tragikomödie De Patrick von 2019, dem Liebesdrama Nobody Has to Know von 2021, dem Historiendrama Weil der Mensch erbärmlich ist von 2023 und Small Things Like These von 2024 um Mielants' fünfte Regiearbeit bei einem Spielfilm. Autor Porter schrieb selbst das Drehbuch für den Film.

### Besetzung und Dreharbeiten
Der Ire Cillian Murphy spielt in der Titelrolle den Leiter der Besserungsanstalt namens Steve. Er war auch in Mielants’ letztem Film   Small Things Like These in der Hauptrolle zu sehen. Mit Romanautor Porter hatte Murphy an einer Bühnenadaption von dessen Buch Grief is the Thing with Feathers geschrieben. Neben Alan Moloney zählt Murphy über die gemeinsam mit diesem neu gegründete Produktionsfirma Big Things Films auch zu den Produzenten von Steve. Jay Lycurgo, der unter anderem an den Filmen Half Bad: The Bastard Son & The Devil Himself, Titans und I May Destroy You mitgewirkt hat, spielt den gestörten Schüler Shy. Eine weitere Rolle wurde mit Youssef Kerkour besetzt. Der marokkanisch-britische Schauspieler ist vor allem für seine Darstellung des syrischen Flüchtlings Sami in der Comedy-Drama-Serie Home bekannt. Das Casting übernahm Robert Sterne.
Die Dreharbeiten fanden unter anderem im englischen Bath statt und wurden Anfang Juli 2024 beendet. Als Kameramann fungierte Robrecht Heyvaert.

### Filmmusik, Marketing und Veröffentlichung
Die Filmmusik komponierten Ben Salisbury und Geoff Barrow, die in der Vergangenheit bereits für Filme wie Ex Machina, Annihilation, Civil War und Free Fire zusammenarbeiteten.
Ende Juni 2025 wurde erstes Bildmaterial vorgestellt, Mitte August 2025 ein erster Trailer. Die Premiere ist am 5. September 2025 beim Toronto International Film Festival geplant, wo er als Eröffnungsfilm der Platform-Section gezeigt wird. Ende September 2025 soll der Film in ausgewählte US-Kinos kommen und am 3. Oktober 2025 in das Programm von Netflix aufgenommen werden.

## Rezeption

### Altersfreigabe
In den USA erhielt der Film  ein R-Rating, was einer Freigabe ab 17 Jahren entspricht.

### Auszeichnungen
Toronto International Film Festival 2025
- Nominierung in der Platform-Section